# Harcerstwo podczas II wojny światowej

## Pogotowie Harcerek i Harcerzy
Pod koniec sierpnia 1939 roku na rozkaz władz wojskowych zaczęły działać pogotowia harcerek i harcerzy ZHP.

### Pogotowie Harcerek
Forma służby Organizacji Harcerek na wypadek wojny i klęsk żywiołowych wypracowana została w Szkole Instruktorek na Buczu w 1938 r. Pogotowie Harcerek zostało powołane rozkazem Naczelniczki Harcerek L. 13 z 24 września 1938 r. w związku z akcją na Zaolziu.
Z dniem 21 września 1938 r. Komendantką Pogotowia Harcerek mianowana została dr Józefina Łapińska, ówczesna Komendantka Szkoły Instruktorek na Buczu. 22 września 1938 r. Komendantka Pogotowia Harcerek powołała do służby drużyny i zastępy starszych dziewcząt w hufcach: bielskim, buczańskim, cieszyńskim, dziedzickim i wiślańskim. Akcja harcerek objęła 86 placówek (w cieszyńskim 25, w bielskim 14, w rybnickim 9, w pszczyńskim 4, na Zaolziu - w czeskocieszyńskim i frysztackim - 34), w których pracowały 294 harcerki na terenie całego pogranicza. Na placówkach pełniło służbę od 3 do 5 dziewcząt sprawnych w dziedzinach: sanitarnej, gospodarczej i opieki nad dzieckiem. Do prac w Pogotowiu Harcerek przygotowywano harcerki powyżej 15 lat (wędrowniczki). Programy pracy drużyn i prób harcerskich przewidywały umiejętności z zakresu służby sanitarnej, łączności, terenoznawstwa, służby gospodarczej, przeciwlotniczej oraz opiekuńczej, zwłaszcza nad dzieckiem.
W okresie bezpośrednio poprzedzającym II wojnę światową przeprowadzono rejestrację harcerek powyżej 15 roku życia. 30 kwietnia 1939 odbyła się w Szkole Instruktorek na Buczu odprawa komendantek Pogotowia Harcerek wszystkich chorągwi. W lipcu i sierpniu 1939 zorganizowano 75 obozów służby usytuowanych na pograniczu niemieckim, będących praktyczną formą szkolenia dla poszczególnych rodzajów służb. Pogotowie zostało powołane we współdziałaniu z organizacją Przysposobienia Wojskowego Kobiet. Wrzesień 1939 zastał harcerki w stanie gotowości.

### Pogotowie Harcerzy
W związku z akcją „Zaolzie” 23 września 1938 r. Naczelnik Harcerzy powołał Pogotowie Harcerzy dla czterech śląskich powiatów przygranicznych: bielskiego, cieszyńskiego, pszczyńskiego i rybnickiego. Komendantem został Aleksander Jamrozek, a siedzibą komendy – Cieszyn. W skład Pogotowia wchodziły drużyny bezpieczeństwa i oddziałów specjalnych. Drużyny bezpieczeństwa były powoływane do pracy w swoim środowisku. Obejmowały harcerzy od lat 14 oraz dobrze rozwiniętych fizycznie 12-13 letnich chłopców. Pogotowie objęło również drużyny Harcerstwa Polskiego w Czechosłowacji. W okresie prowadzenia akcji w gotowości było 116 drużyn harcerzy (w tym 35 z Zaolzia), działających na terenie 92 miejscowości, które skupiały 1104 członków oraz ok. 1000 harcerzy z Zaolzia. Pogotowie Harcerzy przestało działać ok. 10 października 1938 r.
15 maja 1939 r. Naczelnik Harcerzy wydał poufny rozkaz L.14 w sprawie służby Pogotowia. Rozkaz przewidywał współdziałanie harcerstwa męskiego z armią, władzami państwowymi, samorządami oraz Ligi Obrony Powietrznej i Przeciwgazowej, Czerwonym i Białym Krzyżem w następujących dziedzinach: 
– służby łącznikowej (gońcy piesi, rowerowi, motorowi) dla władz wojskowych, kolejowych, pocztowych,
– służby łączności (obsługa sprzętu radiowego i krótkofalowego, łączności telefonicznej, budowy i naprawy linii telefonicznych i telegraficznych, łączność optyczna) dla władz wojskowych, kolejowych, pocztowych,
– służby informacyjnej (przewodnicy-informatorzy w instytucjach, miastach, na poszczególnych obszarach, obserwacja ruchu na drogach, służba obserwacyjna powietrza) dla potrzeb władz administracyjnych i porządkowych,
– służby sanitarno-ratowniczej (patrole i drużyny sanitarno-ratownicze, przeciwgazowe, alarmowe, przeciwpożarowe) dla potrzeb władz administracyjnych, samorządowych, PCK i LOPP,
Rozkaz określał zasady przygotowania i szkolenia zespołów i harcerzy do przewidywanych służb Pogotowia. Polecał natychmiastowe rozpoczęcie organizowania zespołów gońców pieszych (od 12 lat) i rowerowych (od 15 lat). Pozostałe zespoły miały być tworzone w miarę szkolenia.
Pogotowie Harcerzy było znacznie gorzej przygotowane. Zorganizowano je w ostatniej chwili. Na czele stali: Aleksander Kamiński, Juliusz i Stanisław Dąbrowscy, Witold Sawicki, Florian Marciniak.
Wzorowo zorganizowano Pogotowie Harcerzy w Poznaniu. Pogotowie to solidnie wypełniało swoje obowiązki, zwłaszcza w chwili gdy władze państwowe i wojsko opuściły miasto. Wycofujące się pod naporem wkraczających wojsk niemieckich grupki instruktorów i starszych harcerzy z Wielkopolskiej Chorągwi przybyły do Warszawy uzupełniając kadry harcerstwa stolicy, przerzedzone po ewakuacji mężczyzn w dniu 6 września. Wraz z pozostałymi w Warszawie i ściągającymi z innych stron harcerzami tworzą Pogotowie Harcerzy, którego Komendantem zostaje Florian Marciniak, młody (24 lata) instruktor wielkopolski.

## Atak niemiecki i radziecki na Polskę we wrześniu 1939 roku
Harcerstwo we wrześniu 1939 pełniło swą wojenną służbę niemal wszędzie.

### Pogotowie Harcerek we wrześniu 1939
Komenda PH działała przez cały czas oblężenia Warszawy. Na poszczególnych terenach PH współpracowało z wojskiem i władzami cywilnymi. Jeżeli gdzieś wybuchł popłoch lub dezorganizacja, PH organizowało pracę na własną rękę. Harcerki pracowały w łączności, w szpitalach, w opiece społecznej, prowadziły punkty opieki nad dziećmi i ewakuowanymi.

### Pogotowie Harcerzy we wrześniu 1939
Harcerze prowadzili dla wojska łączność, obserwacje przeciwlotnicze, pełnili straż obywatelską przy obiektach strategicznych.

## Początki konspiracyjnego harcerstwa, Naczelnictwo ZHP
27 września 1939 roku zebrała się w Warszawie przy ulicy Polnej w mieszkaniu Szefa Głównej Kwatery Męskiej hm.Tadeusza Borowieckiego grupa około 10 członków Rady Naczelnej ZHP, stanowiąca dostateczne quorum do podjęcia trudnej decyzji. (prof. Tomasz Strzembosz, wyraził opinię, że quorum nie było - wywiad w Rzeczpospolitej z 12.06 2004r. - ale nie poparł jej później żadnym dowodem).  Wśród zebranych byli:
Wanda Opęchowska – II wiceprzew. ZHP, Maria Wocalewska, Antoni Olbromski, Aleksander Kamiński, Juliusz Dąbrowski. Zebrani zdecydowali: harcerstwo podejmuje działalność konspiracyjną. W tym czasie Przewodniczący ZHP dr Michał Grażyński był internowany wraz z rządem RP w Rumunii, a Naczelnik Harcerzy Zbigniew Trylski – na Węgrzech. W związku z tym zebrani wyłonili Naczelnictwo ZHP w składzie:
- ks. hm. RP Jan Mauersberger – p.o. przewodniczącego ZHP,
- Wanda Opęchowska – wiceprzewodnicząca
- hm. Antoni Olbromski – sekretarz generalny,
- hm. RP Maria Wocalewska – delegatka Naczelniczki Harcerek,
- hm. Florian Marciniak – Naczelnik Harcerzy.

Florian Marciniak, rozpoczynając pracę konspiracyjną, postawił od razu tezę ciągłości przedwojennego Związku Harcerstwa Polskiego. Tak ukonstytuowane harcerskie władze w kraju traktowały znajdującego się na emigracji dr Michała Grażyńskiego jako znajdującego się na urlopie. Podczas tego „urlopu” zastąpił go ks. hm Jan Mauersberger, przejmując wszystkie przysługujące mu jako przewodniczącemu uprawnienia. Takie postawienie sprawy wynikało z tezy, którą z całym naciskiem i z całą energią reprezentował Florian Marciniak, a mianowicie że istota życia polskiego jest w kraju, że tu rozgrywają się realnie jego losy.
Drugim aktem, do którego Florian Marciniak przywiązywał specjalną wagę, było uzyskanie zrzeczenia się funkcji Naczelnika Harcerzy przez hm. Zbigniewa Trylskiego. Zrzeczenie to przyniósł z Węgier pewien łącznik.
Na odcinku organizacji żeńskiej sprawa została załatwiona inaczej: niepracująca w konspiracji Maria Krynicka nie zrzekła się swej funkcji Naczelniczki, w związku z czym kierująca pracą żeńską dr hm. Józefina Łapińska nosiła tytuł Komendantki Pogotowia Harcerek.
Harcerstwo nie mogło nie brać udziału w walkach wojennych i podziemnych prowadzonych przez polskie społeczeństwo, gdyż do takich walk było ono tworzone i przygotowywane. Harcerstwo polskie to jedyna organizacja w światowym skautingu, która w II wojnie światowej wzięła tak wielki i tak zasadniczy udział w konspiracyjnych walkach swojego narodu.
Harcerstwo konspiracyjne dzieliło się na dwa piony: Organizację Harcerzy i Organizację Harcerek. Organizacja Harcerzy przyjęła kryptonim „Szare Szeregi”, który zapoczątkowany w Wielkopolsce, został później rozciągnięty na całą Organizację Harcerzy. Organizacja Harcerek przyjęła kryptonim „Związek Koniczyn” (od 1943 „Bądź Gotów”).
Naczelnictwo ZHP, będące władzą zwierzchnią całej, zarówno żeńskiej, jak i męskiej organizacji, istniało od początku. Pracowało na posiedzeniach, które odbywały się w zasadzie raz na miesiąc. W pierwszym okresie – u Przewodniczącego ks. hm RP Jana Mauersbergera w Konstancinie pod Warszawą.
Naczelnictwo w składzie podanym poprzednio pracowało do śmierci ks. Jana Mauersbergera, tj. do 12 sierpnia 1942 r. Po jego śmierci Naczelnictwo wybrało na Przewodniczącego dr Tadeusza Kupczyńskiego, który funkcję tę sprawował aż do rozwiązania struktur konspiracyjnych ZHP w styczniu 1945 r. Kandydaturę dr Kupczyńskiego wysunęła Organizacja Harcerek. Przewodniczący ZHP dr Tadeusz Kupczyński oraz W. Opęchowska, A. Olbromski, M. Wocalewska i F. Marciniak stanowili Naczelnictwo ZHP w tym składzie do 6 maja 1943 r. t j. do dnia aresztowania Naczelnika Harcerzy hm. Floriana Marciniaka.
W kilka dni później Naczelnictwo mianowało Naczelnikiem Harcerzy hm. Stanisława Broniewskiego.
Pięcioosobowy skład Naczelnictwa powiększył się niebawem o jedną osobę: Naczelnego Kapelana, którym został ks. hm. Jan Zieja. Tuż przed wybuchem powstania hm. M. Wocalewska przestała być reprezentantką Organizacji Harcerek, a stała się zwykłym członkiem Naczelnictwa. W skład Naczelnictwa weszła zastępczyni Naczelniczki Harcerek hm. Zofia Florczakówna.
W czasie powstania ginie, rozstrzelana przez Niemców, hm. Maria Wocalewska, a po powstaniu idzie do niewoli Naczelnik Stanisław Broniewski. Na jego miejsce Naczelnikiem Harcerzy, a więc i członkiem naczelnictwa zostaje hm. Leon Marszałek.
Po tych zmianach Naczelnictwo ZHP aż do dnia rozwiązania struktur podziemnych, tj. do 17 stycznia 1945 r. pracuje w składzie:
- dr Tadeusz Kupczyński – p.o. przewodniczącego ZHP,
- Wanda Opęchowska – wiceprzewodnicząca,
- hm Antoni Olbromski – sekretarz generalny
- hm Zofia Florczakówna – zastępczyni Naczelniczki Harc.
- hm Leon Marszałek – Naczelnik Harcerzy
- ks. hm Jan Zieja – Naczelny Kapelan.

## Działalność Szarych Szeregów
Przez cały okres swej działalności Szare Szeregi współpracowały z Delegaturą Rządu Rzeczypospolitej Polskiej na Kraj oraz Komendą Główną AK.
Rozkaz Komendanta Głównego AK Nr 129 z 16 marca 1942 r. ustalił, że:
„... członkowie Szarych Szeregów, którzy wejdą do zespołów konspiracyjnych, będą uważani bez względu na wiek za żołnierzy.”
Zdanie to było dowodem wielkiego uznania i zaufania Komendanta Głównego AK dla Szarych Szeregów oraz dowodem wielkiego rozumu tegoż Komendanta – odszedł on od przyjętych, a nieistotnych form i zrównał we wszystkich prawach członków organizacji społecznej, jaką stanowiły Szare Szeregi, z członkami regularnych sił zbrojnych. Takiego znaczenia harcerstwo polskie nie uzyskało nigdy dotąd w państwie polskim.
W dwa lata później 20 marca 1944 r. ukazał się rozkaz L. 495 I, który mówił:
„Szare Szeregi jako organizacja młodzieżowa, a nie wojskowa nie podlegają jako całość scaleniu w Siłach Zbrojnych w Kraju. Zasadniczym ich zadaniem w chwili obecnej jest praca wychowawcza wśród członków tej organizacji w celu przygotowania ich do zadań czekających ich w walce i w służbie w wyzwolonej Ojczyźnie. By Szare Szeregi pracy tej w pełni podołać mogły, pozostawiłem im pełny samorząd organizacyjny.”
Szare Szeregi zostały więc określone jako organizacja współdziałająca z AK, ale nie podporządkowana Armii. Był to w czasie wojny jedyny taki przypadek. Szare Szeregi zachowały swą pełną suwerenność.

### Organizacja Szarych Szeregów
Organizacja Szarych Szeregów opierała się na strukturze przedwojennego ZHP; chorągwie (ule), hufce (roje), drużyny (rodziny) i zastępy (pszczoły). Na czele Organizacji Harcerzy stał Naczelnik z Główną Kwaterą – Pasieką.
Naczelnicy:
- hm Florian Marciniak (27 10 1939 r. – 6 V 1943)
- hm Stanisław Broniewski (12 V 1943 r. – 3 X 1944)
- hm Leon Marszałek (3 X 1944 r. – 18 I 1945)

Pasieka – kryptonim Głównej Kwatery Organizacji Harcerzy,
Szefowie Pasieki:
- p.o. Gustaw Niemiec (IX 1939 r. – III 1941)
- Eugeniusz Stasiecki (I 1943 r. – VI 1944)
- Edward Zürn (VI-VIII 1944 r.)
- Kazimierz Grenda (VIII 1944 r. – I 1945).

Główna Kwatera kierowała w okresie najpełniejszego rozwoju pracą 20 chorągwi. Łączność z chorągwiami oraz nadzór nad ich prącą sprawowali wizytatorzy podlegli bezpośrednio lub przez Wydział Zachodni i Wschodni Szefowi Głównej Kwatery. Wizytator „Pasieki” była to jedna z najważniejszych funkcji Szarych Szeregów. Wizytator to człowiek, który dla chorągwi był wszystkim: wzorem zachowania się w każdej trudnej sytuacji, kopalnią informacji bieżących, encyklopedią wiadomości szkoleniowych, skarbnicą przemyśleń ideowych, programowych, metodycznych. W momencie pełnienia funkcji był najwyższą władzą w terenie, zastępcą Naczelnika. Instrukcja mówiła:
„Wizytator jest przedstawicielem Głównej Kwatery Harcerzy i posiada prawo decyzji o charakterze rozkazodawczym. W razie potrzeby może zawiesić w czynnościach komendanta i instruktorów chorągwi, o czym donosi niezwłocznie Szefowi GKH.”
Organizacja Harcerzy obejmowała ze względów konspiracyjnych początkowo jedynie młodzież powyżej 17 lat. Z czasem w wyniku naporu młodych i konieczności zajęcia się nimi, rozpiętość wieku zwiększono.
Z punktu wadzenia programowego i metodycznego podzielono wówczas młodzież na trzy grupy: Zawisza, Bojowe Szkoły (BS) i Grupy Szturmowe (GS).
Członków organizacji obowiązywało przedwojenne Prawo i Przyrzeczenie Harcerskie. Przyrzeczenie uzupełniano dodatkową rotą konspiracyjną:
„Ślubuję na Twoje ręce pełnić służbę w Szarych Szeregach, tajemnic organizacyjnych dochować, do rozkazów służbowych się stosować, nie cofnąć się przed ofiarą życia.”
Podstawową zasadą, programu było wychowanie przez walkę. Program został sprecyzowany w koncepcji: „Dziś – jutro – pojutrze”.
„Dziś” obejmowało działania bieżącej walki w okresie okupacji, „jutro” – przygotowanie się do przełomu (okres powstań) i sam przełom, „pojutrze” – przygotowanie się do okresu odbudowy po wyzwoleniu kraju.

#### Drużyny Zawiszy (chłopcy w wieku 12-14 lat)
Drużyny Zawiszy nie brały w zasadzie udziału w walce bieżącej, natomiast przygotowywały się do pełnienia służby pomocniczej, a nauką na tajnych kompletach – do odbudowy. Były to nieomal normalne zastępy i drużyny harcerskie, przeprowadzające w mieszkaniach lub podmiejskich lasach zbiórki, zdobywające stopnie.
Przygotowanie do wojskowych służb pomocniczych oznaczono kryptonimem „Mafeking”. Na zawiszacką służbę pomocniczą składały się, zgodnie z ustalonym wspólnie ze sztabem AK programem, następujące prace:
- regulacja ruchu,
- łączność,
- ratownictwo.

W tym też kierunku szło szkolenie chłopców. Do najbardziej znanych akcji zawiszaków należała zorganizowana w czasie powstania warszawskiego Harcerska Poczta Polowa.

#### Drużyny BS (chłopcy w wieku 15-17 lat)
Bojowe Szkoły pełniły służbę w małym sabotażu, będącym akcją propagandową skierowaną do ludności polskiej, W Warszawie akcja ta prowadzona była w ramach organizacji „Wawer – Palmiry”.
Organizacja „Wawer” (później dodano do nazwy „Palmiry”) powstała na przełomie 1940 i 1941 jako narzędzie pracy szefa Oddziału VI (Biuro Informacji i Propagandy) Warszawskiego Okręgu ZWZ Aleksandra Kamińskiego. „Wawer” podzielony był na cztery okręgi, każdy z nich na trzy dzielnice. W „Wawrze” brały udział różne organizacje. Chorągiew Warszawska Szarych Szeregów obejmowała cały wawerski Okręg Południe i jedną dzielnicę w Okręgu Praga. Akcję stanowiły: pisanie na murach, rozlepianie propagandowych afiszy, kolportaż ulotek oraz fikcyjnych dodatków nadzwyczajnych do gazet, podłączanie się do niemieckich megafonów, zrywanie niemieckich flag, gazowanie kin. Najgłośniejsza akcja – zdjęcie z pomnika Kopernika w Warszawie niemieckiej tablicy.
- Akcja „N” – destrukcyjna akcja propagandowa prowadzona przez drużyny BS, skierowana do Niemców, polegająca na podrzucaniu dywersyjnych ulotek i gazetek.
- Akcja „WISS” (Wywiad – Informacja Szarych szeregów) – polegająca na obserwacji wojsk niemieckich i ich ruchów.

W ramach przygotowań do Przełomu drużyny BS przechodziły przeszkolenie wojskowe, otrzymywały przydziały do jednostek AK (np. jako poczty dowódców, oddziały łączności i oddziały rozpoznawcze). Do okresu Odbudowy przygotowywali się chłopcy ucząc się. W powstaniu warszawskim BS walczyły w Śródmieściu jako kompania, w innych dzielnicach jako plutony piechoty.

#### Drużyny GS
Grupy Szturmowe (GS) podporządkowane KEDYWOWI (Kierownictwu Dywersji) AK pełniły służbę w wielkiej dywersji. W Warszawie w sierpniu 1943 utworzono z nich batalion „Zośka”, którego trzecią kompanię wydzielono do zadań specjalnych („Agat”, później „Pegaz”), wiosną 1944 powstał z niej batalion „Parasol”.
Oddziały Grup Szturmowych wykonały wiele akcji bojowych, w tym wysadzanie mostów kolejowych, pociągów, odbijanie więźniów (m.in. Akcja pod Arsenałem, w Celestynowie), likwidacja funkcjonariuszy aparatu terroru (Akcja Kutschera, Koppe, Bürckl).
Niektóre oddziały Grup Szturmowych (np. Chorągwi Radomskiej) walczyły w oddziałach partyzanckich. Do Przełomu oddziały GS przygotowywały się przez szkolenie w szkołach podchorążych (np. „Agricola”), szkolenie na kursach niższych dowódców (motorowe, saperskie). Do okresu odbudowy powojennej drużyny GS przygotowywały się kończąc naukę szkolną, podejmując tajne studia wyższe. W okresie powstania warszawskiego (okres tzw. Przełomu) wiele oddziałów GS brało udział w walce wraz z AK, w tym w marszu na pomoc walczącej Warszawie.
W powstaniu walczyły bataliony „Zośka” i „Parasol”. Kompania „Rudy” batalionu „Zośka” została nazwana najlepszą kompanią Armii Krajowej. Batalion „Wigry” walczył na Woli i Starówce.

### Organizacja harcerek
Oddzielnie działała Organizacja Harcerek nosząca kryptonimy:
- „Związek Koniczyn” (1940–1943),
- „Bądź Gotów”(1943–1945).

Organizacje te były zorganizowane w Pogotowie Harcerek. W czasie okupacji Komendantka Pogotowia Harcerek dr hm. Józefina Łapińska kierowała całością spraw pogotowia i kontaktów z terenem. Naczelniczka Harcerek przekazała jej prawie wszystkie swoje obowiązki, pozostawiając sobie kontakt z konspiracyjnym Naczelnictwem ZHP oraz organizacjami politycznymi i społecznymi.
W skład komendy Pogotowia Harcerek wchodziły oprócz komendantki: skarbniczka, kierowniczki służb sanitarnej i łączności, kierowniczka kształcenia starszyzny oraz kierowniczka pracy ogniw (tj. zespołów młodzieży nieharcerskiej).
Podstawową formą kontaktu komendy z jej terenem były odprawy komendantek Pogotowia Harcerek chorągwi zwoływane dwa razy w roku, a łączność z terenem utrzymywano przez kurierki. Organizacja Harcerek związana była przez cały czas okupacji z Delegaturą Rządu i Komendą AK oraz z jawnie działającymi organizacjami społecznymi, jak: PCK, Rada Główna Opiekuńcza.
Do 1942 Pogotowie Harcerek prowadziło równolegle z przygotowaniem do pomocniczej służby wojskowej – pracę wychowawczą, zachowując wyraźną odrębność organizacyjną. W 1942 w AK powołano Referat Wojskowej Służby Kobiet, który kierował konspiracyjną działalnością kobiet przez swoje odpowiedniki terenowe. Pogotowie Harcerek od tego momentu współpracowało z władzami wojskowymi, kierując do WSK przeszkolone zespoły sanitarne oraz łączności i tracąc w pewnym stopniu wpływ wychowawczy na te zespoły. Na przełomie 1942 i 1943, gdy kierownictwo pracy dla wojska przeszło w ręce WSK, Pogotowie Harcerek prowadziło dalej szkolenie sanitarne i łączności dziewcząt młodszych, kontynuowało też pracę wychowawczą opartą na harcerskim programie, prowadzono kształcenie instruktorek.
Komenda Pogotowia Harcerek, chcąc wpływem wychowawczym objąć nie tylko harcerki, ale i młodzież niezorganizowaną, wydała w okresie od marca 1941 do lipca 1944 drukowane pismo „Dziś i Jutro”. Pod koniec 1945 r. z myślą o przyszłości komenda PH powołała trzy rady programowe, których zadaniem było opracowanie planu działania Organizacji Harcerek po zakończeniu wojny. Kilka chorągwi prowadziło pracę mającą na celu przygotowanie do działania na tzw. Ziemiach Powracających: na Warmii, Mazurach oraz na Śląsku Opolskim.
Reasumując, Pogotowie Harcerek pracowało w trzech podstawowych dziedzinach:
- pomocnicze służby wojskowe: sanitarna, łączności, gospodarcza,
- służby cywilne: pomoc dzieciom,
- praca w dziedzinie tajnej oświaty i kultury narodowej.

### Ogólna
- Stanisław Broniewski: Całym Życiem. Szare Szeregi w relacji naczelnika. Warszawa: Państwowe Wydawnictwo Naukowe, 1984. ISBN 83-01-05322-4. Brak numerów stron w książce (poprzednie wydanie: 1983)
- Leksykon harcerstwa. Olgierd Fietkiewicz (red.). Warszawa: Młodzieżowa Agencja Wydawnicza, 1988, s. 162-163. ISBN 83-203-1779-7.
- Sebastian Piątkowski. Harcerstwo polskie w okresie okupacji 1939–1945. „Biuletyn Instytutu Pamięci Narodowej”. 5-6, s. 29-35, maj-czerwiec 2010. [dostęp 2012-12-30].
- Tadeusz Pielasz: Historia harcerstwa (do 1945 r.). Brak numerów stron w książce

### Regionalna
- Harcerze w walce 1939–1945. Dodatek specjalny IPN do miesięcznika „Nowe Państwo – Niezależna Gazeta Polska”  (10/2010). Instytut Pamięci Narodowej. [dostęp 2012-12-30].
- Grzegorz Nowik: Straż nad Wisłą. Okręg Szarych Szeregów Warszawa-Praga 1939-1942. Warszawa: Wydawnictwo Rytm, 2002. ISBN 83-88794-55-8. Brak numerów stron w książce
- Andrzej Gąsiorowski: Szare Szeregi na Pomorzu 1939-1945. 1998, s. 290, seria: Archiwum Pomorskie Armii Krajowej.